# 尼亚加拉瀑布
尼亚加拉瀑布（英語：Niagara Falls，源自北美原住民語言，意為「雷神之水」， 是由三座位於北美洲五大湖区尼亚加拉河上瀑布的總稱，平均流量為2,407立方米/秒，与伊瓜苏瀑布、维多利亚瀑布并称为世界三大跨国瀑布。尼亚加拉瀑布以美丽的景色，巨大的水力发电能力和极具挑战性的环境保护工程而闻名于世，是非常受遊客欢迎的旅游景点。
整个瀑布跨越加拿大的安大略省和美国的纽约州构成南部的尼亚加拉峡谷。三座瀑布按规模从大到小分别为马蹄瀑布，美国瀑布，布里达尔维尔瀑布。其中，马蹄瀑布位于美国和加拿大的边境，美国瀑布全部位于美国境内并由山羊岛分隔开。小些的布里达尔维尔瀑布也在美国境内，由月神岛从美国瀑布隔开。

## 形成

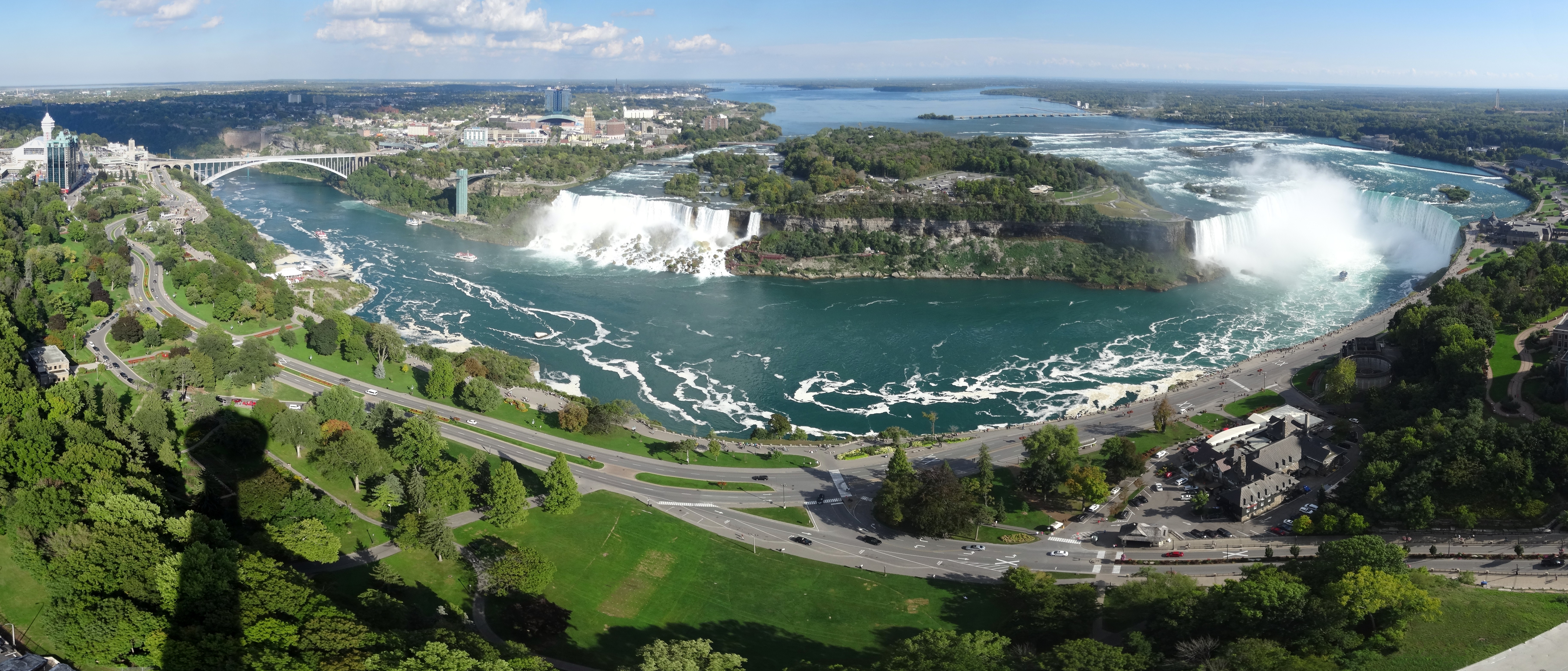
從觀瀑塔眺望尼亞加拉大瀑布

據研究瀑布是在約一萬年前的冰河時期形成，而同時期的北美洲的五大湖也在此時成形。當時因地形侵蝕關係，河床形成一個大洞，便形成瀑布。也有科學家認為瀑布的前身是山谷，只是剛好有河流流經而形成瀑布。

## 特點
尼亚加拉河连接伊利湖和安大略湖並分隔美國紐約州和加拿大安大略省，在流经宽约350米的美國公羊島（Goat Island）时跌入断崖，并一分为二，形成马蹄瀑布与美国瀑布两个瀑布。布里达尔维尔瀑布与其他瀑布由月亮岛（Luna Island）隔开。
- 马蹄瀑布（Horseshoe Falls）为大瀑布，也称加拿大瀑布（Canadian Falls），橫跨美加兩國，占尼亚加拉河約90%的水量，河水呈青色。瀑布呈半环型，宽670米，落差57米。
- 美国瀑布（American Falls）为中瀑布，在东侧美国境内，占尼亚加拉河約10%的水量，河水呈蓝色。瀑布宽260米，落差21-34米。
- 布里达尔维尔瀑布（Bridal Veil Falls）也称新娘面紗瀑布，為小瀑布，在美国境内。瀑布宽15米，落差24-31米。

## 穿越瀑布

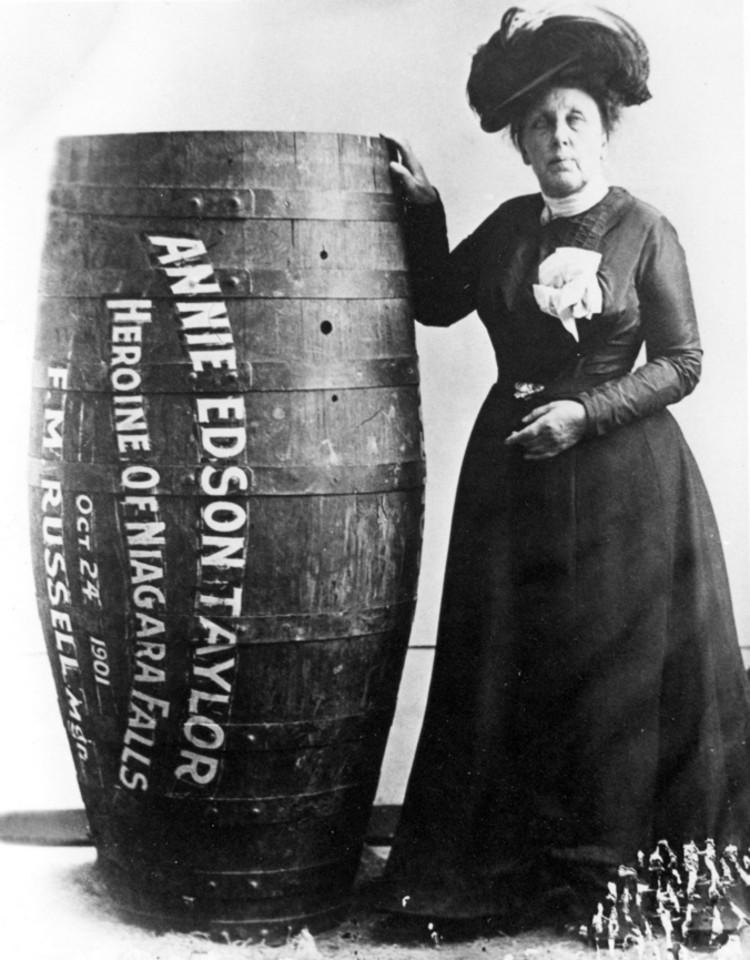
安妮·埃德森·泰勒與她所搭乘的木桶

1829年10月，自稱為「洋基飛躍者」（Yankee Leaper）的山姆·帕奇從高塔上一躍而下，跳入尼加拉大瀑布底下的尼加拉河中，並得以倖存下來。帕奇藉由此次壯舉而獲得了大量的名氣，這也導致許多人嘗試效仿他挑戰瀑布。
1901年10月24日，來自密西根州的63歲女教師安妮·埃德森·泰勒乘坐木桶順流而下，並成為第一位穿越尼加拉大瀑布並成功倖存下來的人。泰勒除了流血之外，沒有受任何傷。她從木桶出來後說道：「沒有人該再做一次這樣的事。」泰勒在親自嘗試乘坐木桶之前，她曾測試過木桶的強韌度，在10月19日將一隻貓放入木桶並推入瀑布當中，而這隻貓幾乎毫髮無傷的完成了挑戰。
在泰勒向瀑布挑戰的數年後，紐約和加拿大兩地都制定了相關法律，以嚇阻他人效法泰勒的大膽行為。根據這些法律，挑戰者即使在瀑布之旅中倖存下來，也可能會面臨指控及高額罰款。儘管如此，人們仍前仆後繼地向瀑布發起挑戰。1911年7月25日，鮑比·里奇成為了第二位乘坐木桶穿越尼加拉大瀑布並得以倖存的人物。在1901年至1995年間，共有15人挑戰穿越瀑布，有些人毫髮無傷的完成挑戰，而也有數人在瀑布溺水身亡或受了重傷，最終只有10人倖存下來。
1960年7月9日，7岁美国男孩罗杰·伍德沃德（Roger Woodward）成为第一位仅穿救生衣从马蹄瀑布跌落而幸存的人，被称为“尼亚加拉奇迹”。当时，他们的船失去了动力，两名游客在山羊岛上，距离瀑布口仅20英尺（6.1）的地方，从河中救出了17岁的姐姐黛安（Deanne）。几分钟后，在马蹄瀑布下方翻滚的跌落池中，伍德沃德抓住了“雾中少女”的船员扔给他的救生圈而获救。船上的第三个人詹姆斯·胡尼库特（James Hunicutt）不幸丧生。

## 外部連結
- 官方网站 （页面存档备份，存于）
- 尼亚加拉瀑布 （页面存档备份，存于）
- 尼亚加拉瀑布图片 （页面存档备份，存于）